# Gillis Peeters (I)

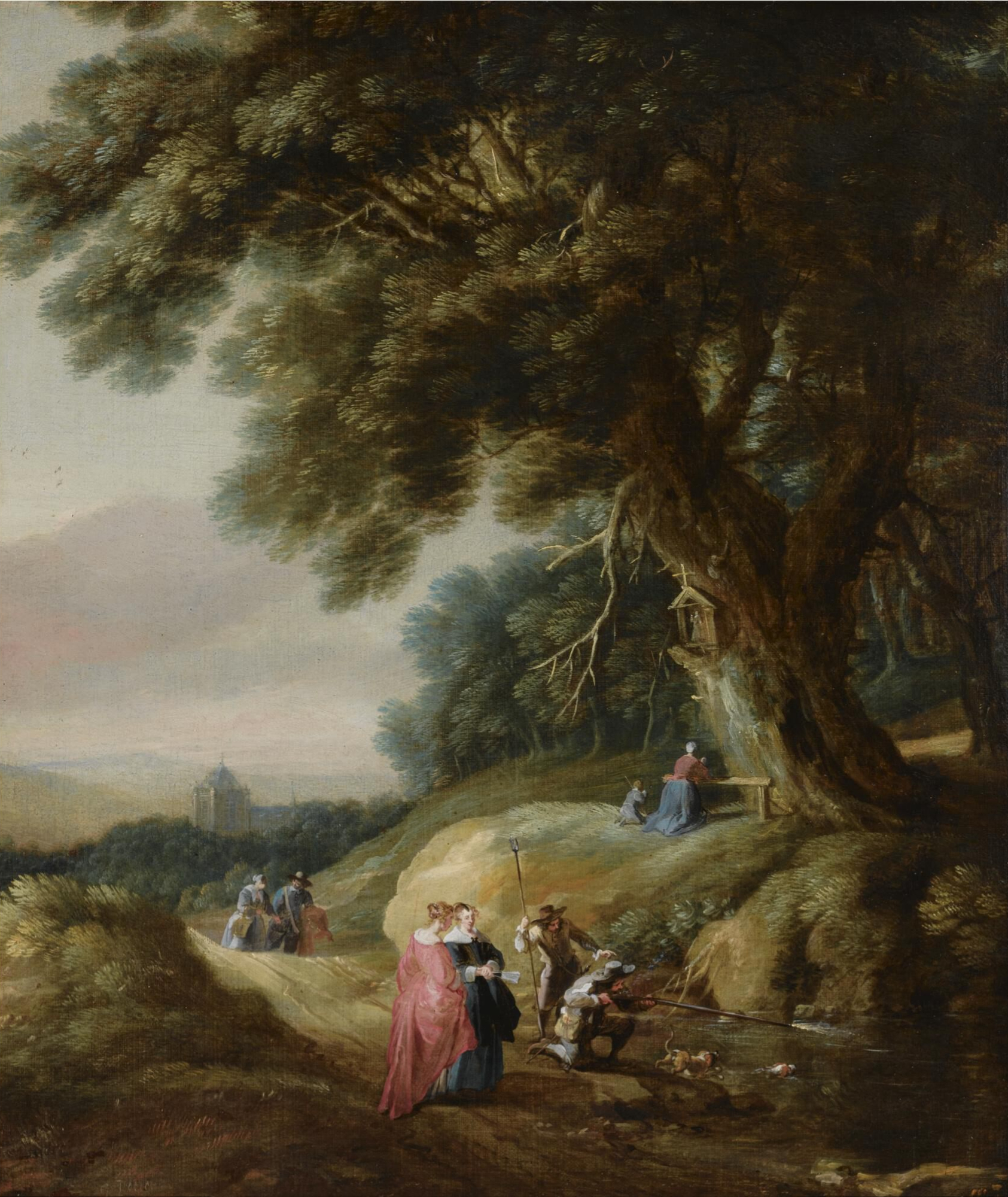
Heuvellandschap met schietende jager en toekijkende figuren

Gillis Peeters (I) (Antwerpen, gedoopt 23 januari 1612 – aldaar begraven 12 maart 1653) was een Zuid-Nederlandse schilder, tekenaar en prentmaker uit de barokperiode. Hij is vooral bekend om zijn landschappen, rivier- en zeegezichten, en architectuurvoorstellingen.
Peeters was een zoon van Cornelis Peeters en Cornelia van Eelen. Hij was de broer van de kunstenaars Jan (I) en Bonaventura Peeters (I). Hij trouwde met Elisabeth de Smidt, die in 1675 overleed. Uit dit huwelijk werden onder meer de kunstenaars Guillaume, Gillis II en Bonaventura Peeters (II) geboren.
In 1631 ging hij in de leer bij Anthony Claeszn (II), schilder van bloemstillevens. Hij werd in het gildejaar 1634/35 als vrijmeester opgenomen in het Sint-Lucasgilde te Antwerpen. Peeters werkte voornamelijk in Antwerpen. Volgens sommige bronnen zou hij rond 1637 een reis naar Brazilië hebben gemaakt. Hij was mogelijk werkzaam in een gezamenlijk atelier met zijn broer Bonaventura (I).
Het oeuvre van Gillis Peeters bestaat uit schilderijen, tekeningen en prenten. Zijn werken tonen vaak rivier- en zeegezichten, en landschappen met architectonische elementen.
Peeters leidde enkele leerlingen op, waaronder zijn broer Jan Peeters (I) en zijn zus Catharina.
- Biografisch Portaal: 15407022
- Digitale Bibliotheek voor de Nederlandse Letteren: peet037
- Gemeinsame Normdatei: 123909546
- International Standard Name Identifier: 0000 0000 6679 9506
- Nederlandse Thesaurus van Auteursnamen: 369221419
- RKD-Nederlands Instituut voor Kunstgeschiedenis: 62361
- Union List of Artist Names: 500030943
- Virtual International Authority File: 5852357
- WorldCat: E39PBJbxyVrTMRfxRxtGM4RYfq